# Casa del Virrey Sobremonte en Luján
La Casa del Virrey Sobremonte, conocida también como la Casa de la Esquina, ubicada en Lezica y Torrezuri y Lavalle en la ciudad de Luján (Argentina), fue construida por orden del cabildante Manuel de Pinazo en 1772. En 1806 fue utilizada por el virrey Sobremonte  para descansar, en su retirada hacia Córdoba, dejando allí los tesoros de Buenos Aires.
Ubicación: Planos y vistas satelitales. 34°33′46″S 59°07′17.56″O / -34.56278, -59.1215444

## Construcción

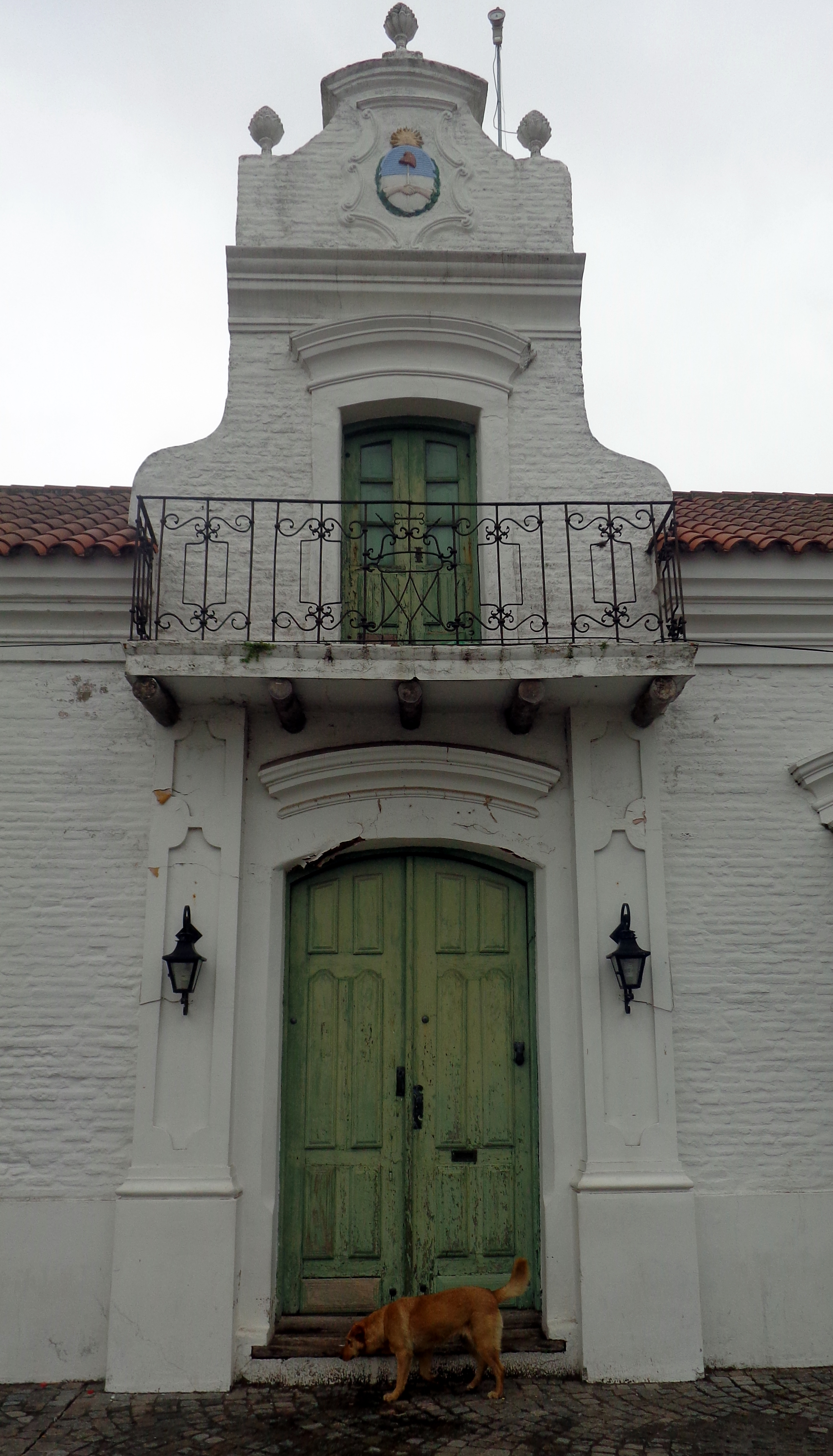
Entrada principal.

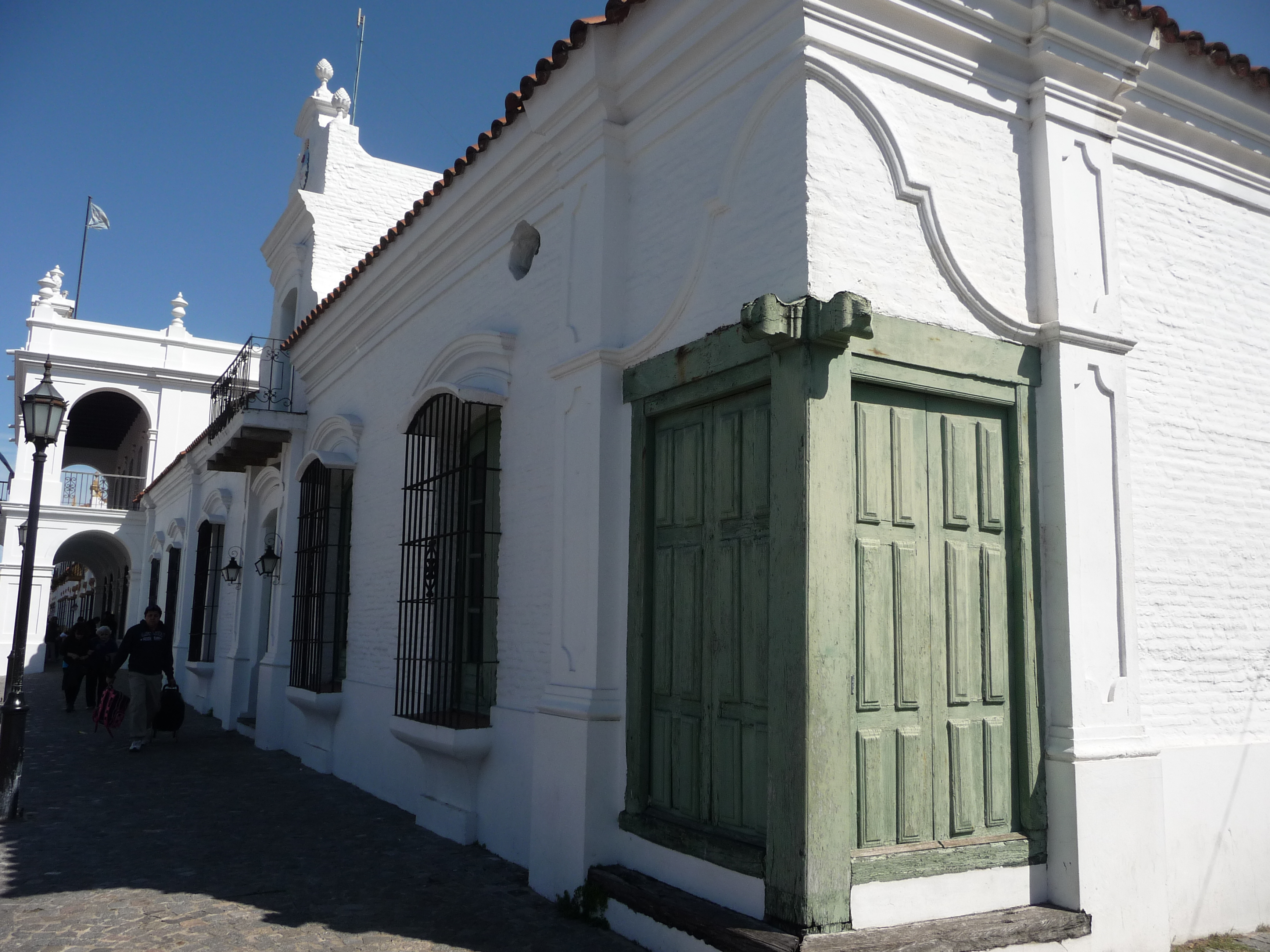
Esquina.

Contigua al Cabildo, la casa fue construida por el Maestre de Campo Manuel Pinazo por esos años de la construcción del Cabildo de Luján, con una sola planta de paredes de ladrillos asentados en barro, techo a dos aguas cubierto de tejas «musleras», ventanas con rejas y puertas de tableros salientes. Un altillo abalconado, sobre el zaguán de entrada, es el único elemento que rompe el simple volumen prismático de la casa. Testigo de su antigüedad, la esquina aún conserva su puerta «geminada», típica de los comercios de la época, con dos hojas en ángulo recto separadas por un poste de madera dura. La distribución interna es la corriente en la arquitectura doméstica del siglo XVIII, con las habitaciones principales rodeando un primer patio, el único que se conserva. En 1923, el arquitecto Martín Nöel restauró esta casa junto con el Cabildo, y también aquí imprimió rasgos neocoloniales en el frente del edificio abierto hacia la plaza.

## Historia
En 1803 perteneció a la familia Pereyra Mariño, funcionando como depósito de Tabacos hasta 1812. En 1806, durante las invasiones inglesas, el Virrey Sobremonte se alojó en ella, en su retirada hacia Córdoba dejando allí los tesoros del virreinato que traía desde Buenos Aires. En este lugar estuvieron detenidos el general Beresford y otros militares ingleses de alto rango, después de las frustradas invasiones. Desde 1829 en ella estuvo viviendo Don Francisco Javier Muñiz, docente, pionero de la medicina argentina, Diputado, Senador y Soldado de la Patria. 
Tuvo varios dueños hasta fines del siglo XIX. Por aquellos años se creía que en las casas antiguas, que habían habitado personas de fortuna, habría dinero u otros objetos de valor enterrados en lugares secretos, especialmente en tiempos de guerra o revoluciones. Por esta teoría se afirmaba que los dueños de grandes riquezas escondían sus pertenencias de valor en el piso o en los muros del edificio, por miedo a los posibles saqueos.
Basados en esta teoría muchos se enriquecieron encontrando verdaderos tesoros ocultos en antiguas construcciones, no siendo el caso de los que adquirieron, en 1889, la «Casa del Virrey», suponiendo que en ella hallarían enterrado el tesoro que el virrey podría haber escondido en su retirada hacia Córdoba. En 1894 se convirtió en imprenta, que fue llamada «La Justicia» y más tarde fue sede del Círculo Católico de Obreros.

## Incorporación al complejo museográfico
Comenzados pues los trabajos organizativos, Fernández Beschtedt y Martín NoeI plantearon la necesidad de incorporar al Complejo Museográfico Provincial «Enrique Udaondo» a la ya llamada «Casa del Virrey». Este planteo halló buena respuesta del Gobierno provincial, ya que el 20 de abril de 1918 autorizó, la compra de dicha casa, más lotes linderos al Cabildo en la calle Lezica y Torrezuri y dos más sobre la calle San Martín.
El 28 de abril de 1918 quedó oficialmente habilitada esta Institución, pero fue el 12 de octubre de 1923 cuando, en medio de una inolvidable fiesta popular que contó con la participación de autoridades civiles, militares y eclesiásticas, abrió por primera vez sus puertas al público, con cinco salas iniciales: Prisioneros, Invasiones Inglesas, Don Muñiz, Juan M. de Rosas, Independencia y la Sala Capitular.
En noviembre de 1925, Udaondo compró un terreno lindante al Cabildo con el fin de unir dicho edificio con la Casa del Virrey, y en 1928 el Gobierno provincial adquirió la propiedad de la esquina de las calles San Martín y Gral. Pintos (hoy Lezica y Torrezuri).